# Rajd Internacional TAP 1971
Rajd Internacional TAP 1971 (5. Rali Internacional TAP 1971) – 5. edycja rajdu samochodowego Rali Internacional TAP rozgrywanego we Portugalii. Rozgrywany był od 5 do 10 października 1971 roku. Była to szesnasta runda Rajdowych Mistrzostw Europy w roku 1971.

## Klasyfikacja rajdu
| Miejsce                      | Kierowca                     | Pilot                        | Samochód                     | Czas                         | Strata                       |                              |
| Klasyfikacja generalna i ERC | Klasyfikacja generalna i ERC | Klasyfikacja generalna i ERC | Klasyfikacja generalna i ERC | Klasyfikacja generalna i ERC | Klasyfikacja generalna i ERC | Klasyfikacja generalna i ERC |
| ---------------------------- | ---------------------------- | ---------------------------- | ---------------------------- | ---------------------------- | ---------------------------- | ---------------------------- |
| 1.                           | Jean-Pierre Nicolas          | Jean Todt                    | Alpine-Renault A110 1800     | 5:20:49                      | 0.0                          |                              |
| 2.                           | Simo Lampinen                | John Davenport               | Lancia Fulvia 1.6 Coupé HF   | 5:44:24                      | +23:35                       |                              |
| 3.                           | Bob Neyret                   | Jacques Terramorsi           | Alpine-Renault A110 1800     | 6:33:50                      | +1:13:01                     |                              |
| 4.                           | Renato Sonda                 | Francesco Manfrotto          | Fiat 125 S                   | 6:45:47                      | +1:24:58                     |                              |
| 5.                           | Reinhard Hainbach            | Wulf Biebinger               | Opel Kadett B                | 6:51:16                      | +1:30:27                     |                              |
| 6.                           | Tony Fowkes                  | David Kirkham                | Ford Escort RS 1600 MKI      | 6:53:24                      | +1:32:35                     |                              |
| 7.                           | Henri Greder                 | Marie-Madeleine Fouquet      | Opel Ascona                  | 7:08:28                      | +1:47:39                     |                              |
| 8.                           | Manuel Gomes Pereira         | José Marçal                  | Opel 1904 SR                 | 7:23:32                      | +2:02:43                     |                              |
| 9.                           | Wim Luijbregts               | Kees Luijbregts              | DAF 55                       | 7:54:49                      | +2:34:00                     |                              |